# Сарновка (Волынская область)
Сарновка (укр. Сарнівка) — село в Торчинской поселковой общине Луцкого района Волынской области Украины.
Код КОАТУУ — 0722886203. Население по переписи 2001 года составляет 350 человек. Почтовый индекс — 45614. Телефонный код — 332. Занимает площадь 1,189 км².

## История
В 1946 году указом ПВС УССР село Литва переименовано в Сарновку.